# Tintenfisch (Zeitschrift)
Der Tintenfisch war eine Jahrbuchreihe zur deutschen Literatur. Die Bände erschienen zwischen 1968 und 1987 im Wagenbach-Verlag.

## Inhalt
Die Jahrbücher sammelten Texte aus dem gesamten deutschsprachigen Raum und enthielten die Aufstellung der in diesem Zeitraum erschienenen Werke der deutschen Literatur. Neben den Jahrbüchern erschienen zwischen 1977 und 1979 auch Sonderbände.

## Liste der Bände
| Nr. | Jahr | Titel(ergänzung)                                                          | Herausgeber (sofern nicht Klaus Wagenbach und Michael Krüger) |
| --- | ---- | ------------------------------------------------------------------------- | ------------------------------------------------------------- |
| 1   | 1968 | Jahrbuch für Literatur                                                    |                                                               |
| 2   | 1969 | Jahrbuch für Literatur                                                    |                                                               |
| 3   | 1970 | Jahrbuch für Literatur                                                    |                                                               |
| 4   | 1971 | Jahrbuch für Literatur                                                    |                                                               |
| 5   | 1972 | Jahrbuch für Literatur                                                    |                                                               |
| 6   | 1973 | Jahrbuch für Literatur                                                    |                                                               |
| 7   | 1974 | Jahrbuch für Literatur                                                    |                                                               |
| 8   | 1975 | Jahrbuch für Literatur                                                    |                                                               |
| 9   | 1976 | Jahrbuch für Literatur                                                    |                                                               |
| 10  | 1976 | Regionalismus                                                             | Lars Gustafsson                                               |
| 11  | 1977 | Jahrbuch für Literatur                                                    | Klaus Wagenbach                                               |
| 12  | 1977 | Natur. Oder: Warum ein Gespräch über Bäume heute kein Verbrechen mehr ist | Hans Christoph Buch                                           |
| 13  | 1978 | Alltag des Wahnsinns                                                      | Hans Jürgen Heinrichs, Michael Krüger und Klaus Wagenbach     |
| 14  | 1978 | Jahrbuch: Deutsche Literatur                                              |                                                               |
| 15  | 1978 | Deutschland. Das Kind mit den 2 Köpfen                                    | Hans Christoph Buch                                           |
| 16  | 1979 | Literatur in Österreich. Rot ich Weiß Rot                                 | Gustav Ernst und Klaus Wagenbach                              |
| 17  | 1979 | Jahrbuch: Deutsche Literatur                                              |                                                               |
| 19  | 1980 | Jahrbuch: Deutsche Literatur                                              |                                                               |
| 20  | 1981 | Jahrbuch: Deutsche Literatur                                              |                                                               |
| 21  | 1982 | Jahrbuch: Deutsche Literatur                                              |                                                               |
| 22  | 1983 | Jahrbuch: Deutsche Literatur                                              |                                                               |
| 23  | 1984 | Jahrbuch: Deutsche Literatur                                              |                                                               |
| 24  | 1985 | Jahrbuch: Deutsche Literatur                                              |                                                               |
| 25  | 1986 | Jahrbuch: Deutsche Literatur                                              |                                                               |
| 26  | 1987 | Jahrbuch: Deutsche Literatur                                              |                                                               |

### Besonderheiten
- Eine Nummer 18 gab es nicht
- Der Almanach zum 20-jährigen Bestehen des Verlags hieß Fintentisch